# 不凍港

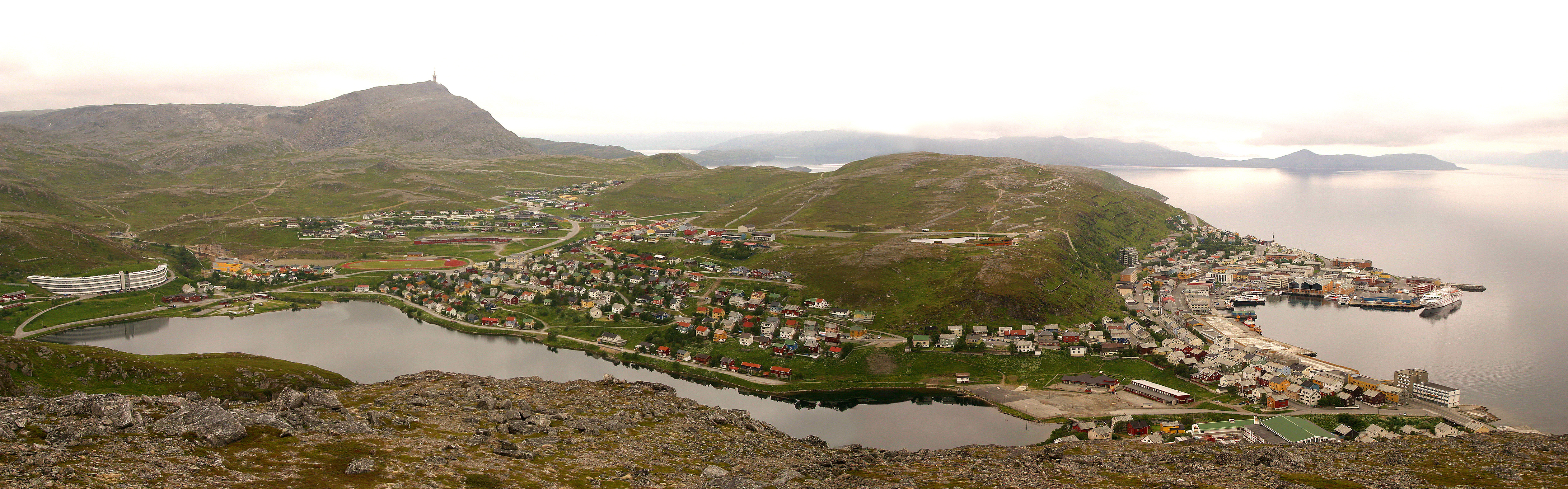
「最北の不凍港」といわれるハンメルフェスト（ノルウェー）

不凍港（ふとうこう、英: Warm-water port/Ice-free port、独: Eisfreier Hafen）は、地理学、地政学の用語で、冬季においても海面等が凍らない港、または砕氷船を必要としない港。高緯度にある港湾は厳冬期にしばしば凍結するが、ノルウェーのフィヨルド地域にみられる諸港やロシアのムルマンスク、ポリャールヌイのように、高緯度であっても暖流の影響で不凍港となる場合がある。不凍港は軍事的・経済的な価値が大きい。

## 概要
熱帯・乾燥帯・温帯に属する諸地域の港湾は通常、冬季であっても凍結しないのが普通であり、したがって「不凍港」が話題になるのはもっぱら極に近い高緯度地方においてである。そうした中にあって「世界最北の不凍港」と称されるのがノルウェー北部のホニングスヴォーグ（北緯70度58分）とハンメルフェスト（北緯70度39分）である。どちらの港も暖流（北大西洋海流）の影響で1月でも水温が氷点下にならない。
北緯68度25分に立地するノルウェー西岸（ヴェストフィヨルド）のナルヴィクも同じ理由で不凍港となっており、スウェーデン北部のキルナとイェリヴァーレで産出される鉄鉱石は、夏季はスウェーデン国内の港を積出港として使用するものの、冬季はナルヴィク港を用いる。同様にアイスランド南部も北大西洋海流の影響を受けて高緯度ながら温帯気候に属し、冬季も凍らない漁港が営まれる。沖合は潮目にあたる好漁場となっており、水産業が盛んである。

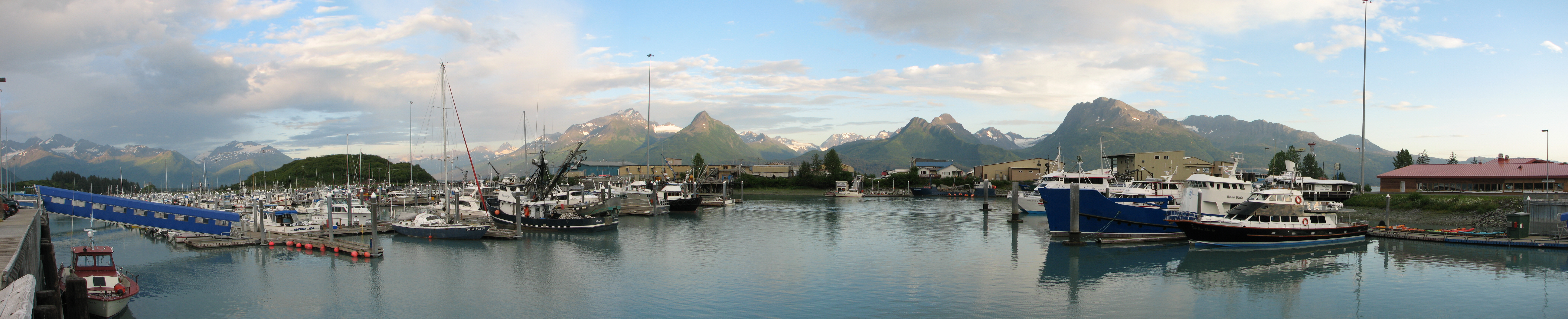
白夜のヴァルディーズ港（6月撮影）

日本海流（黒潮）・北太平洋海流の末流である暖流のアラスカ海流もまた、アメリカ合衆国アラスカ州の南岸を流れ、沿岸のヴァルディーズやアラスカ最古の街シトカは不凍港を有する。それに対し、北極海（ボーフォート海）に臨むプルドーベイには油田があるが、アラスカ北岸のプルドーベイ港が一年のうち約9か月も凍結して使用できないため、南岸のヴァルディーズを石油の積出港としている。両地間には800マイル（1287キロメートル）におよぶトランス・アラスカ・パイプラインが敷設され、石油輸送がなされている。
ロシアにあっては、北極海（バレンツ海）のムルマンスク、太平洋（ベーリング海）のペトロパブロフスク・カムチャツキー、日本海のナホトカ（ボストチヌイ港）が不凍港となっており、前二者はやはり高緯度にあって、それぞれ海流の影響を受けている。
ウクライナのオデッサ、中国の大連、日本の釧路も重要な不凍港である。日本にあっては、釧路含めほとんどの港湾が不凍港であるが、北海道地方のオホーツク海沿岸では厳冬期に流氷がみられる。これは世界的には最も低緯度で確認できる流氷となっている。

## ロシア史と不凍港
不凍港は、ロシア史に関連して言及されることの多い用語である。18世紀以降海洋進出に乗り出したロシアは広大な面積を有するものの国土の大部分が高緯度に位置し、黒海・日本海沿岸やムルマンスク、カリーニングラード（旧ケーニヒスベルク）等を除き、冬季には多くの港湾が結氷する。そのため、政治経済上ないし軍事戦略上、不凍港の獲得が国家的な宿願の一つとなっており、歴史的には幾度となく南下政策を推進してきた。
ロシアの北に寄った国土は、冬が長く、寒冷・多雪などといった現象をもたらし、一部を除けば農業生産は必ずしも高くない。ここでは高い密度の人口を支えることが困難であり、人々はよりよい環境を求めて未開発の周辺地域に移ろうと努める。中でもより温暖な南方の土地を求める願望には根深いものがある。その他にロシア人は概して政治的権力による統制を極度に嫌うアナーキーな傾向を持ち、このようなロシア人気質はこうした膨張主義を助長しているといわれる。人々は国家からの介入を嫌い、辺境へ、権力の外側へと向かおうとするのであるが、権力の側もむしろこれを利用して、人々が苦労して入植して開墾した土地に後から追いつき、その政治力・軍事力を用いて労せず入手するということが繰り返されてきた。

### ロシアの主な不凍港
| 港湾都市                           | 北緯   | 海                     | 建設 |
| ---------------------------------- | ------ | ---------------------- | --- |
| ペトロパブロフスク・カムチャツキー | 53°1′  | ベーリング海（太平洋） | 1740年にロシア帝国のヴィトゥス・ベーリング探検隊により発見                                                                                          |
| セヴァストポリ                     | 44°36′ | 黒海                   | 古代ギリシアの植民都市に由来 1783年にロシア帝国がクリミア・ハン国を併合 ウクライナ独立後から2014年までロシアが軍港を租借 2014年からロシアが実効支配 |
| ノヴォロシースク                   | 44°43′ | 黒海                   | 古代ギリシアの植民都市に由来 1829年にロシア帝国がオスマン帝国から編入                                                                               |
| ウラジオストク                     | 43°7′  | 日本海                 | 1860年にロシア帝国が建設 |
| ナホトカ                           | 42°49′ | 日本海                 | 1860年に清から沿海地方が割譲されるとロシア帝国が建設                                                                                                |
| ムルマンスク                       | 68°58′ | バレンツ海 （北極海）  | 1916年にロシア帝国が建設 |
| カリーニングラード                 | 54°43′ | バルト海               | 1255年にドイツ騎士団が建設 1945年にソビエト連邦がナチスドイツから編入                                                                               |

### 海洋進出のはじまり

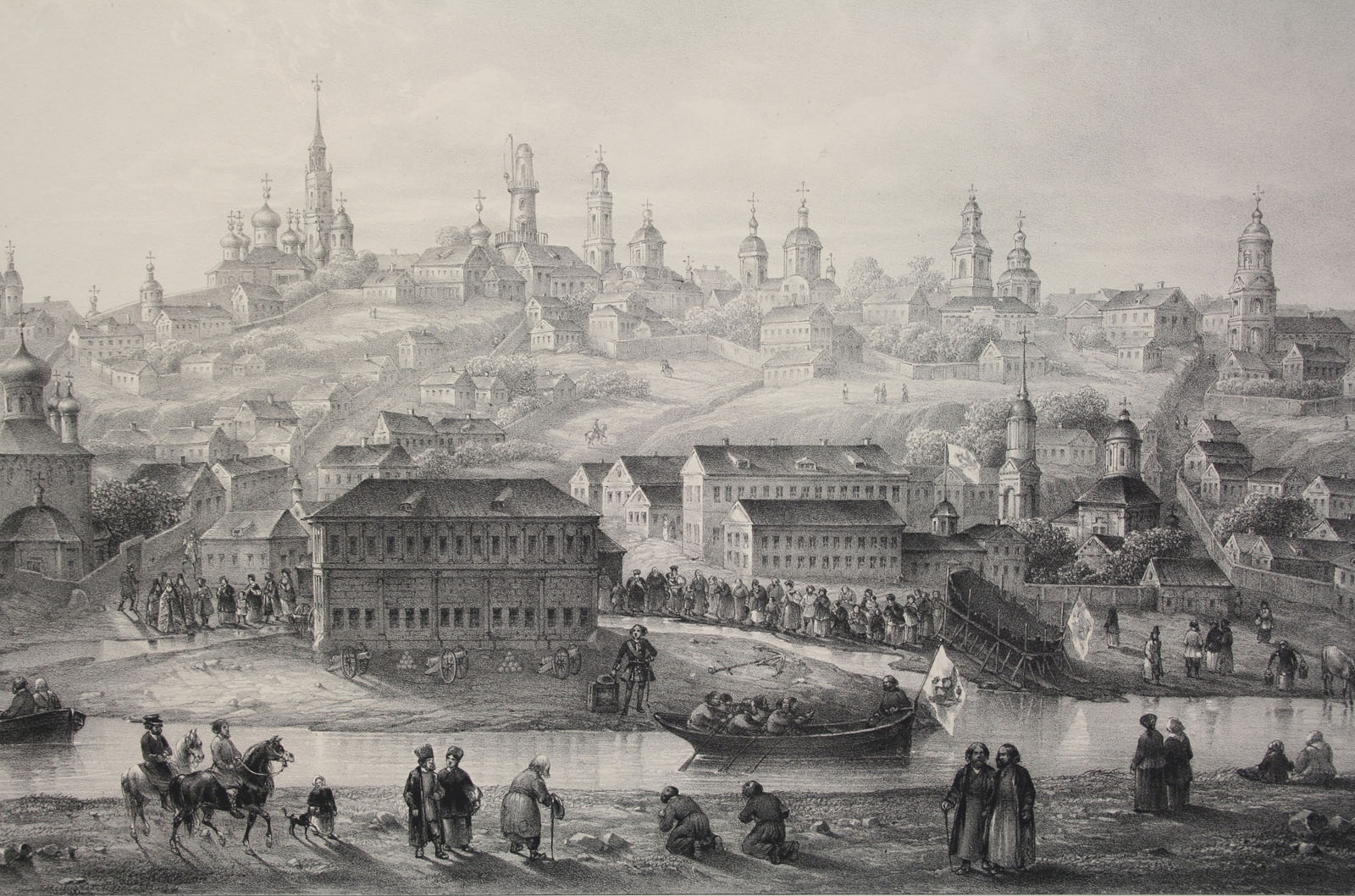
18世紀のヴォロネジ

ロマノフ朝初期のロシアにおける主要港は年間数ヵ月は氷に閉ざされる白海沿岸のアルハンゲリスクのみあり、黒海沿岸はオスマン帝国、バルト海への出口はスウェーデン（バルト帝国）によって支配されていた。
17世紀後半から18世紀前半にかけてロシアの君主であったピョートル1世は、1695年、黒海への出口を求めてドン川畔のアゾフに遠征し（アゾフ遠征）、ピョートル自身も一砲兵下士官として従軍したが、要塞の包囲はオスマン海軍の活動によって妨げられて失敗した。ピョートルは海軍創設に乗り出し、ドン川畔ヴォロネジに造船所を建設してわずか5ヶ月でガレー船と閉塞船27隻、平底川船約1300隻から成る艦隊を造らせた。これがロシア海軍の始まりである。1696年に再度アゾフ遠征をおこない、ピョートル自らがガレー船に乗船して戦い、その指揮による水陸共同作戦が功を奏してアゾフが陥落、ロシアは海への出口を手に入れた。しかし、進出地はまだ黒海に接続する内海のアゾフ海に留まっていた。
ピョートルはまた、スウェーデンに対しては北方戦争（1700年-1721年）において好敵手カール12世を相手に優勢に戦いを進め、ニスタット条約によってカレリアの大部分、エストニア、リヴォニア、イングリアなどバルト海沿岸の地を獲得し、北方の強国として本格的に海洋に乗り出した。ロシア・ツァーリ国は「ロシア帝国」に改称、ピョートル自身も「ロシア皇帝」を名乗り、バルト海に臨むイングリアのサンクトペテルブルクに新都を築いた。1722年にペテルブルク港に入港した外国船は早くもアルハンゲリスクを上回った。エストニアのタリン（レヴァル）やリヴォニア（現ラトビア）の港湾都市リガもロシア帝国領となった。ただし、先述のアゾフ要塞は北方戦争中の1711年にプルート川の戦いでオスマン軍に包囲され、解囲の交渉の際にオスマン側に返還した。ピョートルによってロシア艦隊初の基地が置かれたアゾフ海沿岸のタガンログもまた破壊され、放棄された（プルート条約）。

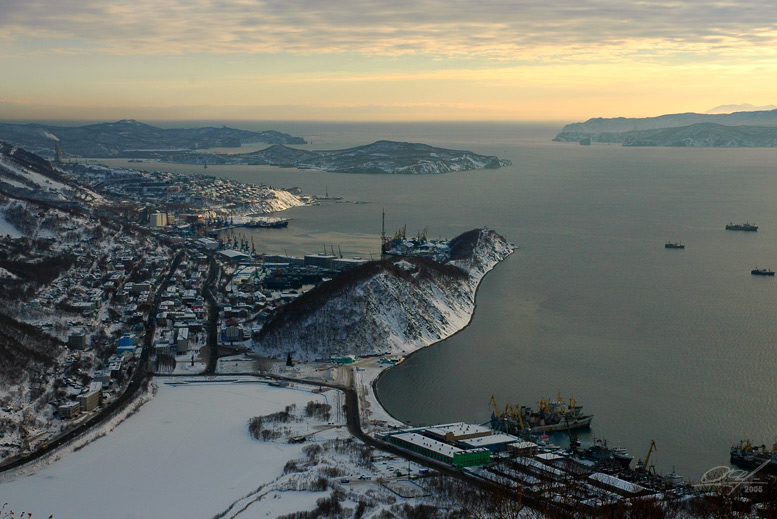
ペトロパブロフスク・カムチャツキー港の中心部

ピョートルはさらに1702年、シベリアコサックの頭目ウラジーミル・アトラソフに命じてカムチャツカ半島を征服し、その後デンマーク出身のヴィトゥス・ベーリングに北東探検を命じた。ベーリングは1725年から1730年まで、また1733年から1741年までの2度にわたり、カムチャツカ半島はじめオホーツク海やアラスカ地域を探検し、ユーラシア大陸と北アメリカ大陸が陸続きではないことを確認し、さらにアリューシャン列島を「発見」した。
カムチャッカ半島に所在する不凍港ペトロパブロフスク・カムチャツキーの名は、ベーリングの第2次北東探検隊の2隻の探査船「聖使徒ペトロ（ピョートル）号」と「聖使徒パウロ（パーヴェル）号」にちなむ。アバチャ湾最奥部に立地する同港は天然の良港ではあるが、鉄道を含め、ロシアにおける他の諸地域とは陸上における連絡手段に欠けており、海上輸送に加え、現代では航空輸送に依存するところが極めて大きい。

### エカチェリーナ2世と南下政策

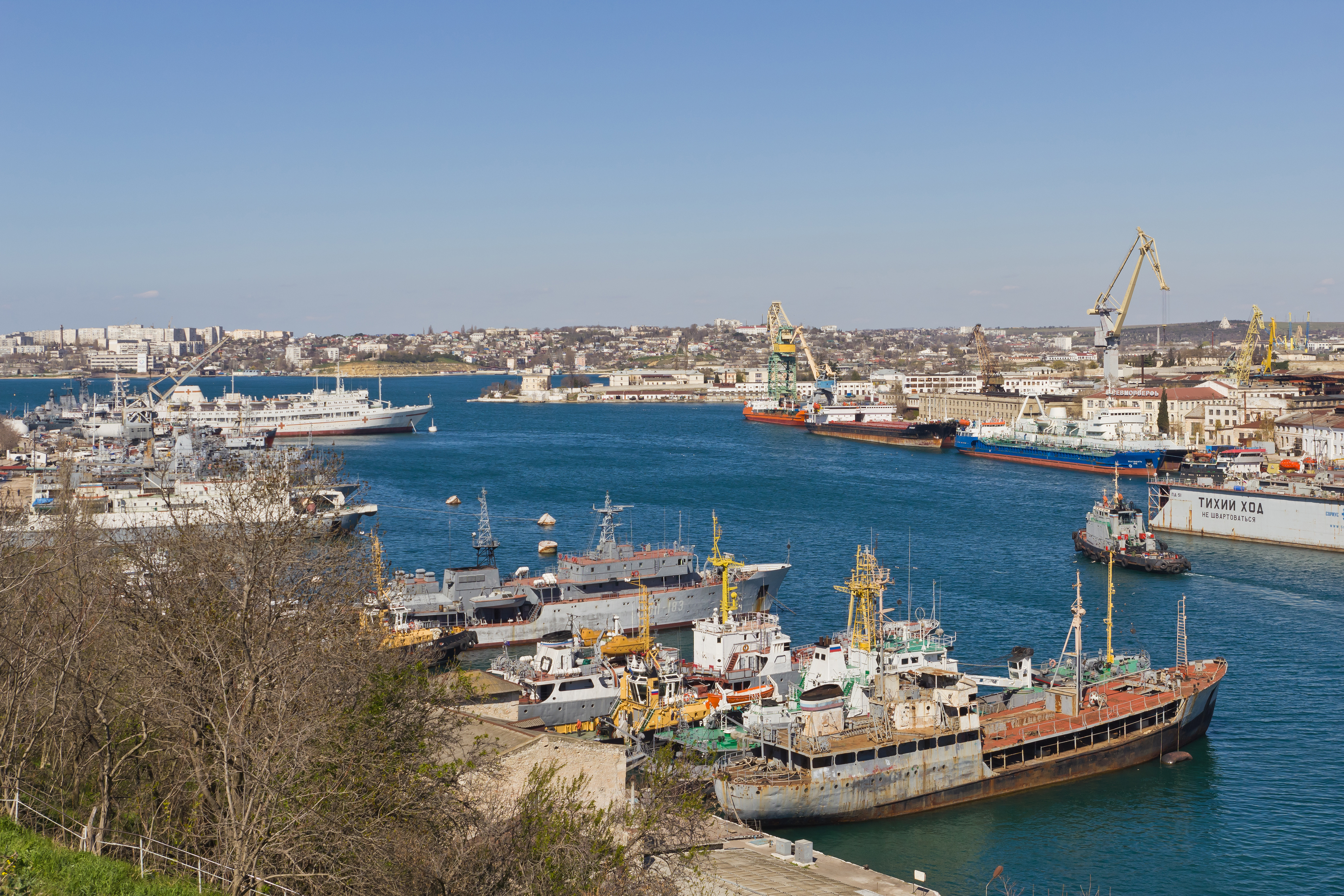
黒海に臨むセヴァストポリ

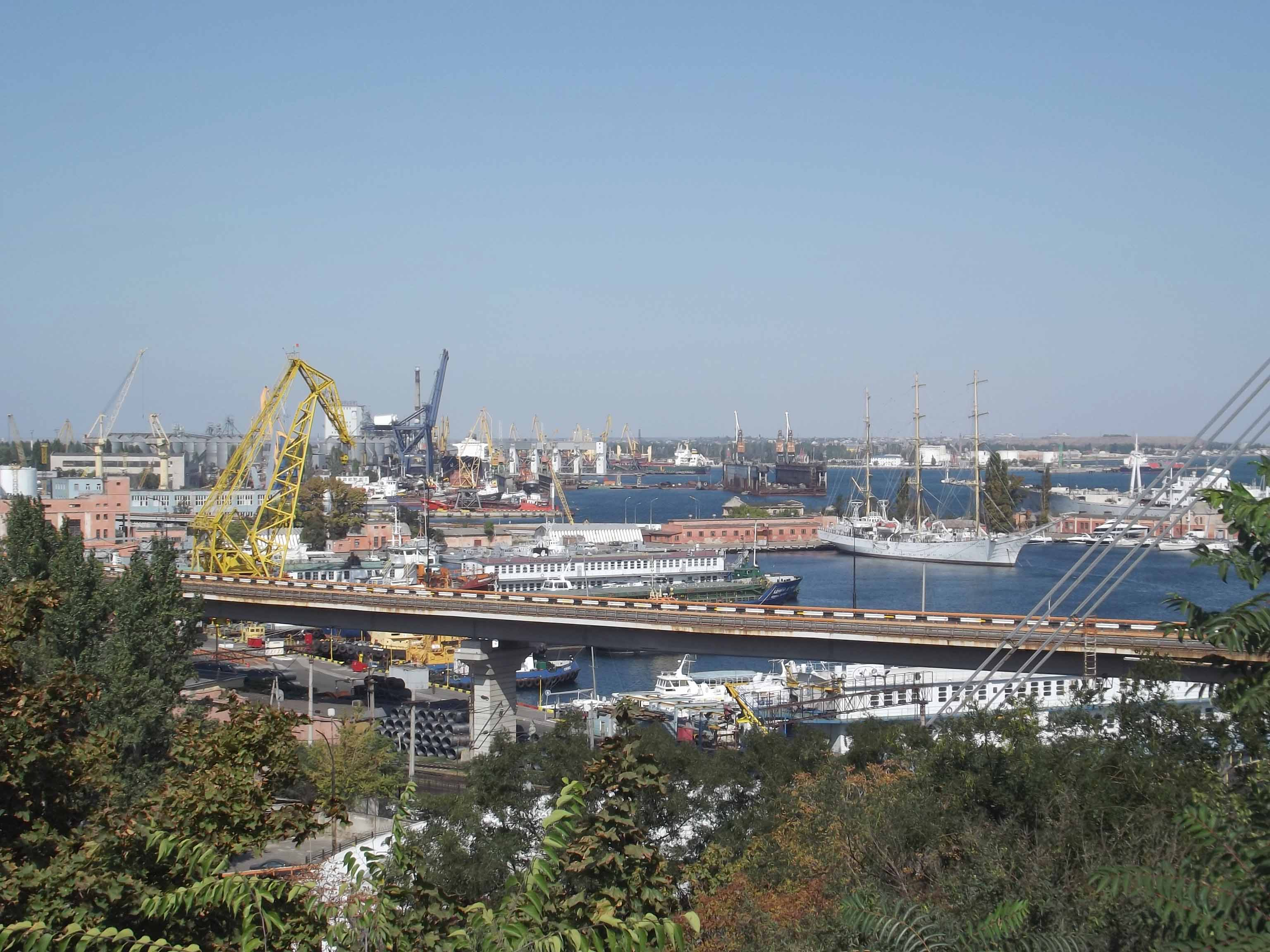
オデッサ港（ウクライナ）遠景

「啓蒙専制君主」として知られる女帝エカチェリーナ2世もまた盛んに領土を拡張した。3度にわたるポーランド分割（1772年、1793年、1795年）のほか、2度の露土戦争（第一次（1768年-1774年）・第二次（1787年-1791年））を通じて黒海沿岸に進出した。
1768年から1774年まで続いた第一次露土戦争ではオスマン帝国（トルコ）軍を相手に戦いを有利に進め、1774年7月、トルコとの間にキュチュク・カイナルジ条約を結んで黒海沿岸地方への進出を果たした。この条約により、ロシアはピョートル1世が失ったアゾフやタガンログを奪回、クリミア・ハン国に対するオスマン帝国の宗主権は否定され、ロシアは逆にボスポラス海峡の自由航行権を得た。ロシアは、この後ウクライナに近接する黒海北岸地方の開拓を急速に進めていったが、その中心となった人物が女帝エカチェリーナの寵臣で、女帝とは愛人関係にあったグリゴリー・ポチョムキンである。エカチェリーナ2世は、1775年にポチョムキンを「ノヴォロシア」（「新ロシアの意」）と名づけた黒海沿岸の県（グベールニヤ）の県知事に任命し、同年4月、ロシアはトルコ側が条約に違反したとして、これを口実にクリミア半島の領有を進めた。翌1776年、ポチョムキンは黒海艦隊を編成し、クリミア半島の先端に防衛拠点として、また将来的な対外進出の基地としてセヴァストポリの軍港建設に着手した。
エカチェリーナ2世は、1782年にオーストリアのヨーゼフ2世との間にバルカン半島分割の秘密協定を結び、1783年、「クリミア・ハン国独立」の名においてクリミア併合を宣言した。長年属国としてきたクリミアがロシアに統治されることを屈辱とする意見が強まったオスマン側はこれを認めず、1787年4月、ロシアに対して宣戦布告、露土両国はその後4年にわたって再び戦火を交えた。この第二次露土戦争では、名将アレクサンドル・スヴォーロフの指揮の下、陸戦、海戦いずれにおいても終始ロシア側が優位に立ったが、フランス革命の影響やロシア軍の疲弊、プロイセンのポーランド介入、オーストリアの戦争離脱などによって講和に傾いた。1791年、フランス・イギリス両国の干渉もあって、モルダヴィア（現在のルーマニア）のヤッシーにおいて講和会議が開かれた（ヤッシーの講和）。これにより、クリミアのロシアへの併合が正式に承認され、エディサン地方のロシアへの割譲が決まり、ヨーロッパにおけるロシア・トルコ両国の境界は従来より西のドニエストル川に移った。こうしてロシアは黒海北部沿岸全体の領有を果たし、トルコは黒海の制海権を完全に失った。黒海沿岸には、1794年に貿易都市オデッサが建設されたのをはじめ、ヘルソンやニコラーイェフ（ムィコラーイウ）などの港湾都市が次々に建設された。クリミア半島ではセヴァストポリに軍港・要塞が築かれ、ヤルタはロシア屈指の高級保養地となった。

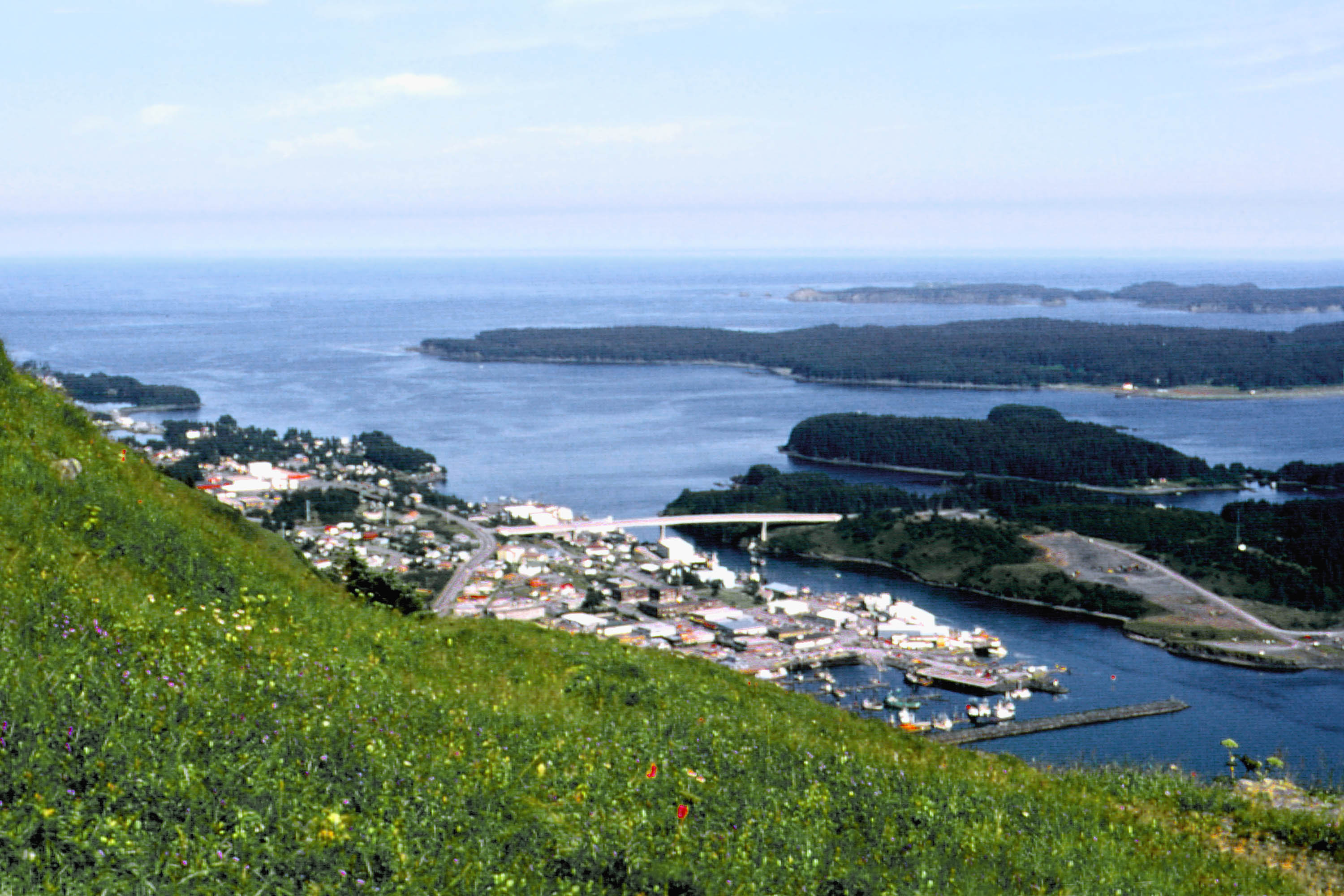
アラスカのコディアック

極東・北米では、英国海軍の軍人ジョセフ・ビリングスとロシア海軍のガヴリール・サリチェフを派遣して北極海航路（北東航路）の開拓に努め、オホーツク海沿岸にも進出して、東部シベリア・アラスカ・アリューシャン列島の詳細な海図を作成させた。1784年には、グリゴリー・シェリホフの率いる探検隊がアラスカのコディアック島を訪れ、スリー・セインツ湾沿岸に最初の入植地を建設し、1790年、探検家アレクサンドル・バラノフがコディアック島北東にロシア人居住地を建設し、最初のアラスカ植民がなされた。漂流者としてロシアへの滞留を余儀なくされた大黒屋光太夫を謁見し、彼を伴うかたちで1792年にロシア陸軍軍人のアダム・ラクスマンを根室に派遣したのも女帝であった。
1799年、オホーツクを拠点として露米会社が活動を始めた。これはロシア皇帝パーヴェル1世が、極東及び北アメリカでの植民地経営と毛皮交易を目的として官僚・外交官であったニコライ・レザノフに勅許を与えたものであり、アラスカの統治も露米会社に委ねられた。
パーヴェル1世は自身を疎んだ母エカチェリーナ1世を恨み、対外的には親プロイセン的な、国内では母とは正反対の政策を実施したが、その子のアレクサンドル1世はエカチェリーナ自慢の孫であり、ナポレオン戦争の時代を乗り切った。1808年から翌年にかけての第二次ロシア・スウェーデン戦争ではスウェーデンに勝利して約600年スウェーデン支配下にあったフィンランドを獲得、そこにロシアの保護国としてフィンランド大公国を成立させ、自治を認めた。フィンランド大公国は第一次世界大戦まで続き、ロシアはヘルシンキをはじめフィンランドの諸都市を支配した。

### グレート・ゲームと「東方問題」

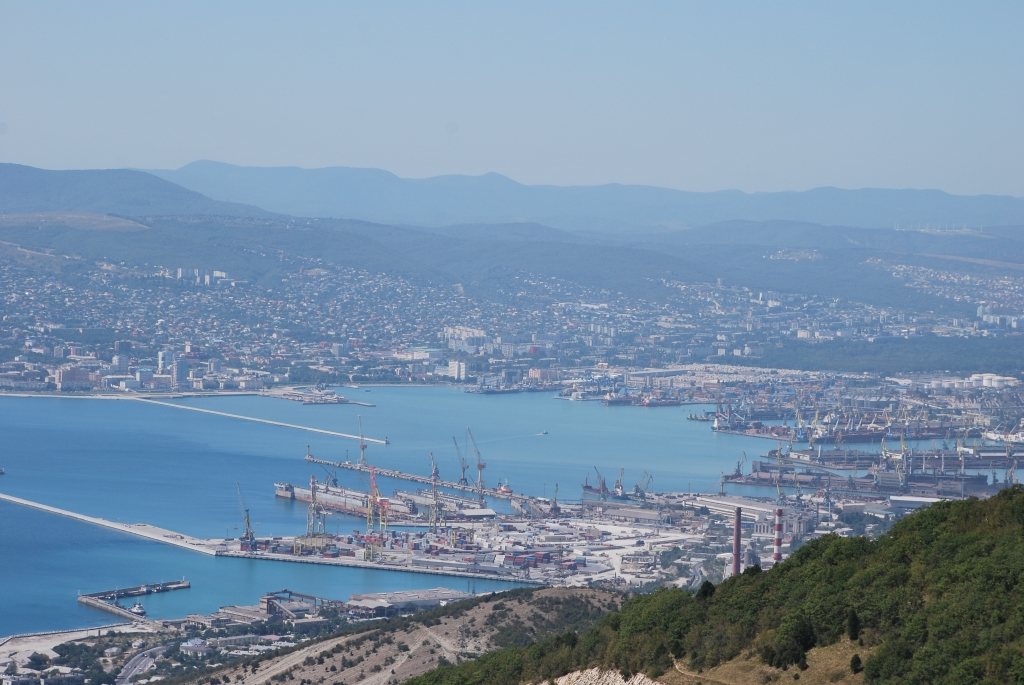
黒海に臨むノヴォロシースク

19世紀前半からオスマン帝国内の諸民族が自立の動きを強めると、ロシアをはじめとするヨーロッパ諸国はこれに介入してバルカン半島一帯やエジプトなどの地域に勢力をのばそうとして競合するようになった。これは西欧諸国からみて東方に関わる諸問題であったため「東方問題」という。「東方問題」はドイツ・オーストリアの「汎ゲルマン主義」とロシアの「汎スラヴ主義」の対立、エジプトとオスマン帝国の紛争及びそれに関わる英仏の中近東政策の対立、イギリスの3C政策とドイツの3B政策の対立、そしてロシアの南下政策とイギリスの帝国主義政策の対立（「グレート・ゲーム」）などが絡み合って複雑な様相を呈した。
この中でロシアは、ギリシア独立戦争（1821年-1829年）や2度のエジプト・トルコ戦争（1831年-1833年、1839年-1840年）などの機会を捉え、オスマン帝国に圧力を加え、不凍港と地中海への出口を求めた。これは黒海から小アジア、シリアにかけての地域が古来ヨーロッパとアジアの結節点になっていたこととも大きく関わっている。サンクトペテルブルクからスモレンスク経由、モスクワからはハリコフ経由でウクライナに達するが、この先に足場を築けば、メソポタミア、インド、南ヨーロッパ、北アフリカなど古来より気候温暖で生産力の高い諸地域に進出するのが容易になる。それに対し、第二次大英帝国の中心がインドにあることは衆目の一致するところであり、インドとイギリス本国を結ぶジブラルタル、ケープタウン、スエズ、アデンの各要衝は、いずれもイギリスの押さえるところであった。「グレート・ゲーム」が主としてこの地をめぐって繰り広げられたのには、このような背景がある。
ギリシア独立戦争の講和条約である1829年のアドリアノープル条約では、ギリシアの自治、モルダヴィア・ワラキア・セルビアの自治、ロシア船舶のボスフォラス海峡・ダーダネルス海峡の自由通航が承認され、ドナウ川の河口部およびカフカース地方（コーカサス）のうちの黒海沿岸地域がロシアに割譲された。ロシア南西端クラスノダール地方に所在するノヴォロシースクはこのときにロシア領となった不凍港で、1838年にはロシア黒海艦隊の基地がつくられた。アブハジア（カフカース地方）のガグラも港湾を有しており、保養地としても栄えた。

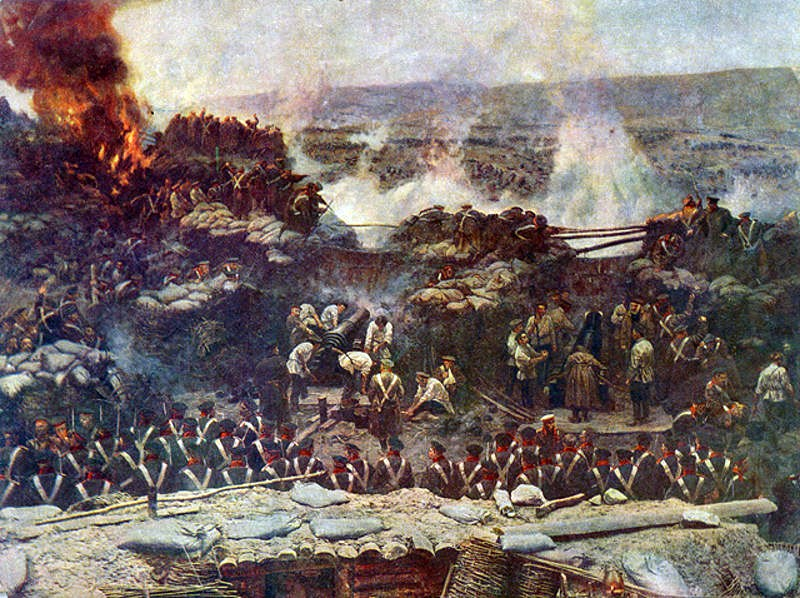
クリミア戦争におけるセヴァストポリ攻囲戦

ロシアは、エジプト・トルコ戦争ではオスマン帝国を従属させる意図でトルコ支援の側に立ち、南下しようとした。しかし、こうしたロシアの南進とオスマン帝国の急激な弱体化は、アジア・アフリカ地域に広大な植民地と利権を抱えるイギリスやフランスの警戒を招いた。ロシア皇帝ニコライ1世はオスマン帝国がフランスと連携を強めたことに危機感を持ち、オスマン領内のギリシア正教徒の保護を名目にトルコに軍を進め、1853年、クリミア戦争が始まった。この戦争は当初ロシアが優勢であったものの、これがアフガニスタンやインドへのルートを危機に晒すことになるイギリス、クーデターによる新皇帝ナポレオン3世の威信を高めたいフランス帝国、イタリア統一戦争を視野に入れ、英仏の支持を得ておきたいサルデーニャ王国はオスマン帝国を支援した。圧倒的な装備と技術を有する英仏両国を主力とする連合軍の猛攻撃により、難攻不落と称されたセヴァストポリ要塞が陥落、ロシアは敗北を喫した。1856年のパリ条約では、黒海沿岸の基地の撤去と非武装化が決められ、これは、ロシア南下政策にとっては大きな挫折の第一歩を意味していた。
ロシアはバルカン半島におけるスラヴ系諸民族のナショナリズムを支援し、1877年、オスマン帝国に対して露土戦争を起こし、翌年、ロシア優勢のうちに結ばれたサン・ステファノ条約によって、セルビア、モンテネグロ、ルーマニアの各公国がオスマン帝国の支配より独立し、さらにロシアの影響を強く受けた広大な自治領「ブルガリア公国」の成立が認められた。黒海に臨むグルジアの不凍港バトゥミもロシア帝国領となった。これに対し、トルコ保全策を採用するイギリスは地中海艦隊をコンスタンティノープルの前面に碇泊させて強い反発の意志を示した。この事態に、クリミア戦争の再現を懸念するオットー・フォン・ビスマルクの仲介で1878年、ベルリン会議が開かれ、イギリスとの決定的な対立を望まないロシアもこれに参加した。サン・ステファノ条約で手にした権利を放棄させられたものの、ベッサラビア南部を獲得している。
なお、1870年代のロシアでは北極圏に港町を建設する計画がなされ、アレクサンドル3世（在位1881年-1894年）時代には蔵相セルゲイ・ヴィッテらが不凍港ムルマンまで長大な鉄道を敷設して大洋艦隊の基地を建設し、従来のバルト海沿岸の軍港に代えるという構想を提案した。しかし、新帝ニコライ2世はこの案を却下し、バルト海艦隊の新たな母港をフィンランド湾外のリバウ（現リエパーヤ）に建設することとした。

### 帝国主義時代の極東進出

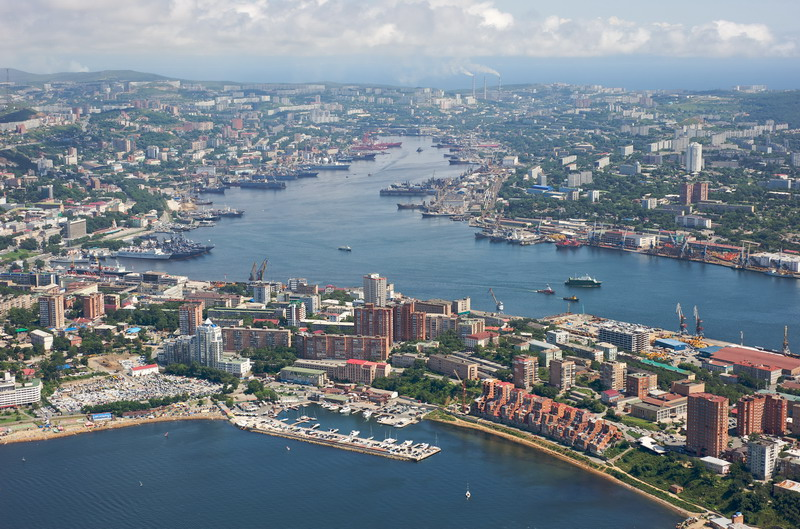
軍港として発展してきたウラジオストク

ロシアは、北の海岸線のほとんど全てが北極海に面しており、それ以外の大洋への進出ルートとしては、バルト海、黒海、日本海、オホーツク海、ベーリング海にほぼ限定される。このうちペトロパブロフスク・カムチャツキーを除くベーリング海とオホーツク海沿岸の諸港はおおむね冬季に凍結し、また、冬季以外でもしばしば暴風雨に晒される、また、千島列島は凍結しないものの夏季は世界有数の濃霧地帯であることから、港湾利用については必ずしも好適といえない。そして、バルト海沿岸の諸港はユトランド半島とスカンジナビア半島の間のカテガット海峡が、黒海沿岸についてはボスポラス海峡・ダーダネルス海峡の狭隘部が敵対勢力による海上封鎖に対して脆弱であり、それ故、帝国主義時代にあっては、列強ひしめく西方の黒海・バルト海以上に東方の日本海ルートが特に注目されたのである。
ロシア帝国はまず、1858年のアイグン条約によってアムール川以北のハバロフスク地方、1860年の北京条約によって沿海州（プリモルスキー）を獲得し、この日本海に臨む地にウラジオストクやナホトカなどの港湾都市を建設して、東方に対する影響力を強めた。両港ともロシアにとっては念願の不凍港であった。

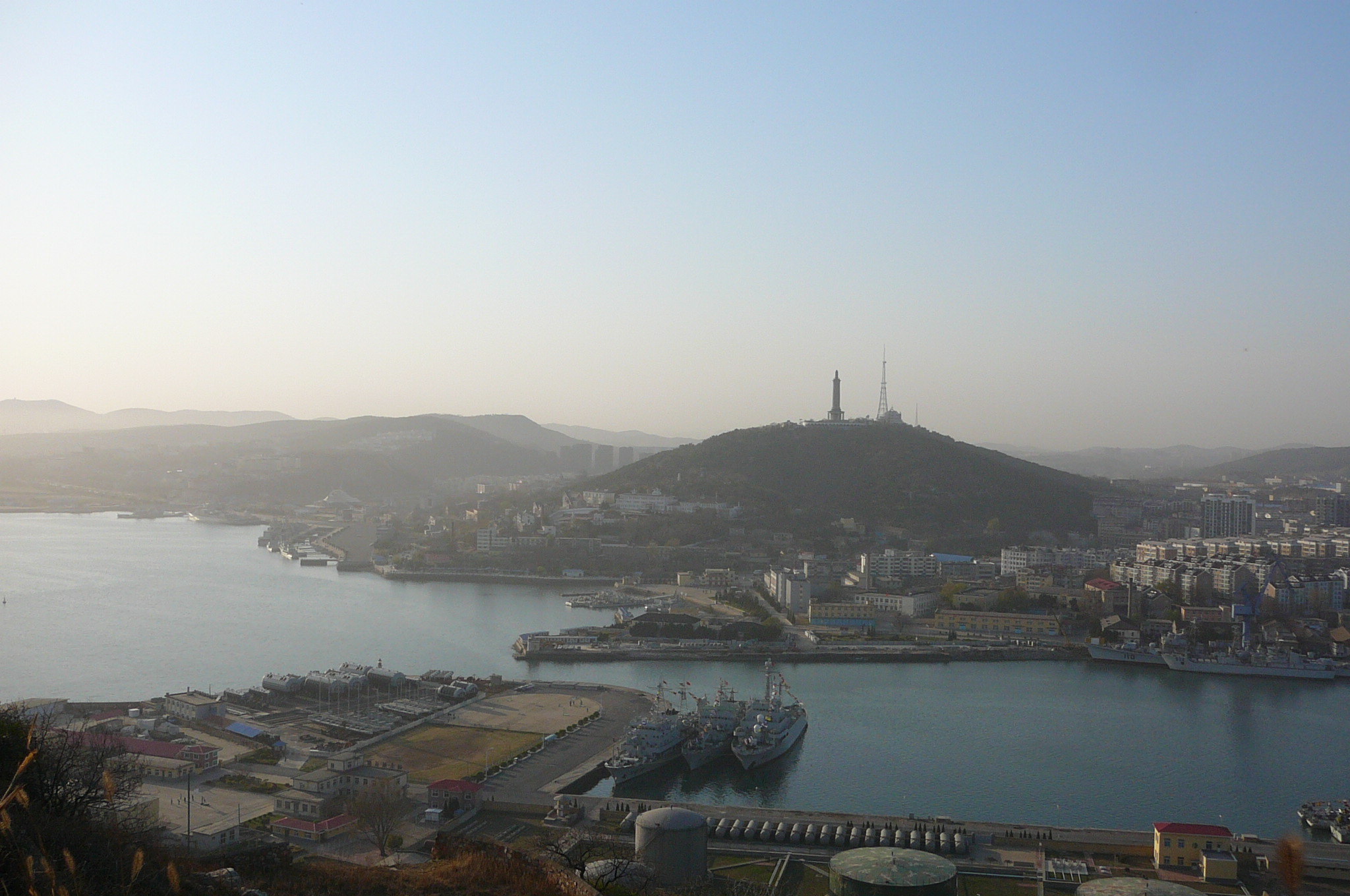
現代の旅順軍港

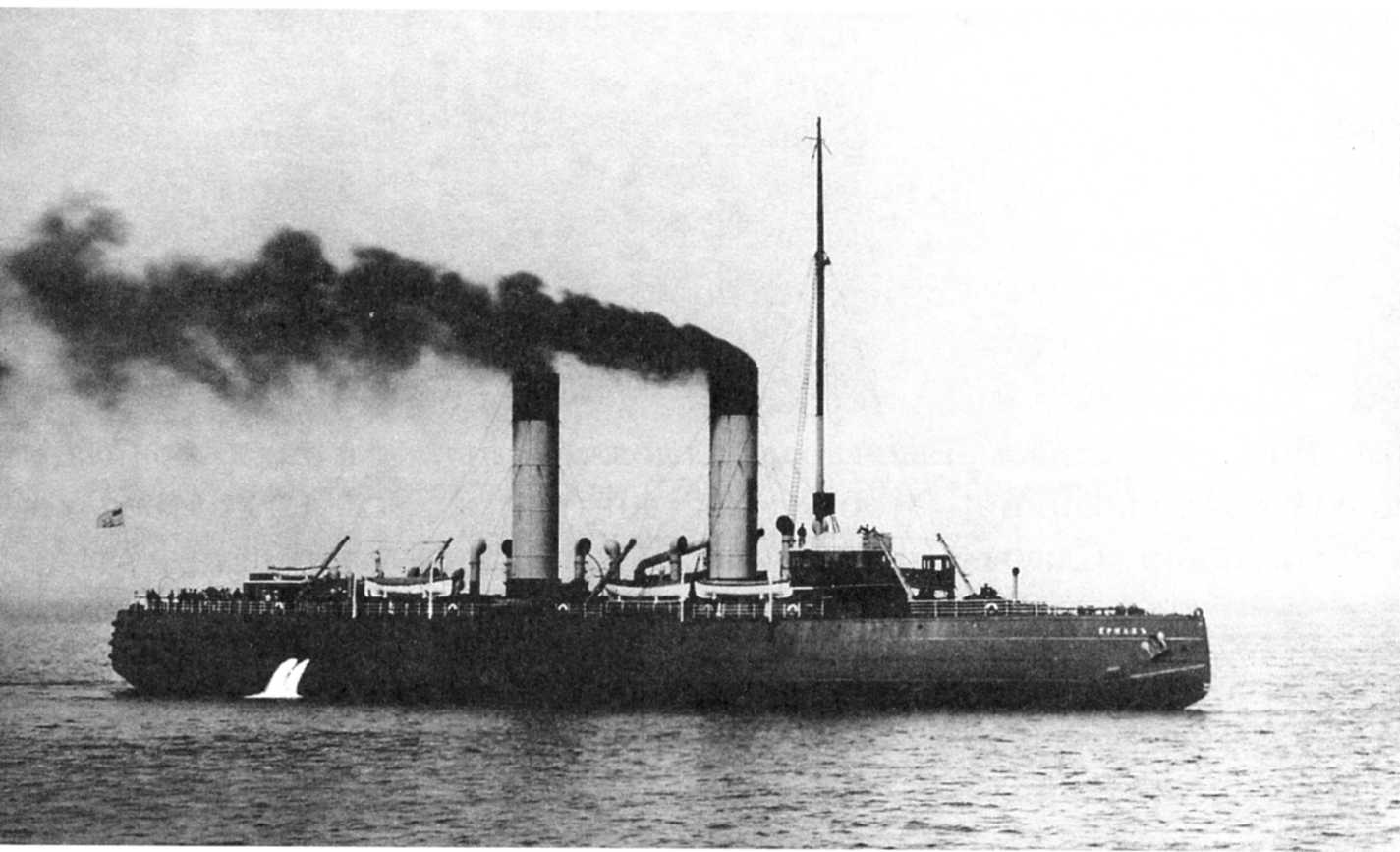
ロシア初の砕氷船「イェルマーク」

そして、モスクワやサンクトペテルブルクなどと沿海州とを結ぶべく、1891年にシベリア鉄道の建設を開始し、そのことによって沿海州地域の戦略性を高めた（完成は1901年）。19世紀後半以降のロシア軍艦対馬占領事件（1861年）、1885年と1886年のメレンドルフやヴェーバーらによる露朝秘密条約による朝鮮国内不凍港租借の約束、日清戦争後の下関条約に対する三国干渉（1895年）、1896年から翌年にかけての朝鮮における露館播遷、1900年の北清事変参戦の満州占領など、いずれも軍港ウラジオストク・商港ナホトカの保全とそれに連なる不凍港獲得によって、さらにその外延部に勢力を拡大していくための営為であった。ロシアは北清事変の後も北京議定書の取り決めを守らずに満洲から撤兵せず、逆に遼東半島先端部を清国より租借して旅順港と旅順要塞を築いた。日本はロシア帝国の動きに対し危機感を強め、1902年にイギリスとの間に日英同盟を結んでこれに対抗、最終的には日露戦争（1904年-1905年）によって決着を図った。旅順はこのようにロシア南下政策の最前線であり、シベリア鉄道及びそれに接続する東清鉄道によってロシア主要部と結ばれることは、イギリスにとっては東アジア地域に保有する利権の侵害、日本にとっては国家の独立そのものが危機に瀕することから、旅順攻防戦がこの戦争最大の激戦となった。
日露戦争開戦時のロシア海軍は、来たるべき対日戦に備え、旅順とウラジオストクを母港とする太平洋艦隊を増強していたが、戦艦「オスリャービャ」の移動が間に合わないなど必ずしも十分ではなかった。旅順艦隊の壊滅を受けたロシアは、本国に戻った「オスリャービャ」などの艦艇にバルト海方面に残っていた旧式艦と建造・調整中のボロジノ級戦艦4隻などを加え、艦隊を編成して極東海域へ増派することを決定した。黒海艦隊はこの時、1840年のロンドン条約によって黒海から外洋に出ることが禁じられており、出動可能なのは仮装巡洋艦などに限られた。こうしてバルチック艦隊がラトビアのリバウ港（当時はロシア帝国領）を発して極東に回航、1905年5月、日本の連合艦隊と対馬沖で戦闘した（日本海海戦）。日本はこの戦いで鮮やかな勝利を収めたが、石炭補給が常に必要となる蒸気船からなる大艦隊を、水兵と武器弾薬を満載した戦時編成の状態で、ヨーロッパから東アジアまでの遠距離を回航するのは当時としても前代未聞の難事であり、事実、ロシア海軍敗北の原因はこの遠距離回航による船足の遅れや兵士の疲弊にも帰せられるが、ロシア側としては途中に自国の不凍港を持たなかったことも大きかった。
なお、この時期のロシアは並行して熱心に砕氷船の開発・建造に努めた。1899年、ロシア海軍のステパン・マカロフ提督がロシア初の砕氷船「イェルマーク」を北極海の探検航海に就航させ、その有用性が確認されると、続々に砕氷船が配備された。

### 第一次世界大戦とムルマンスク

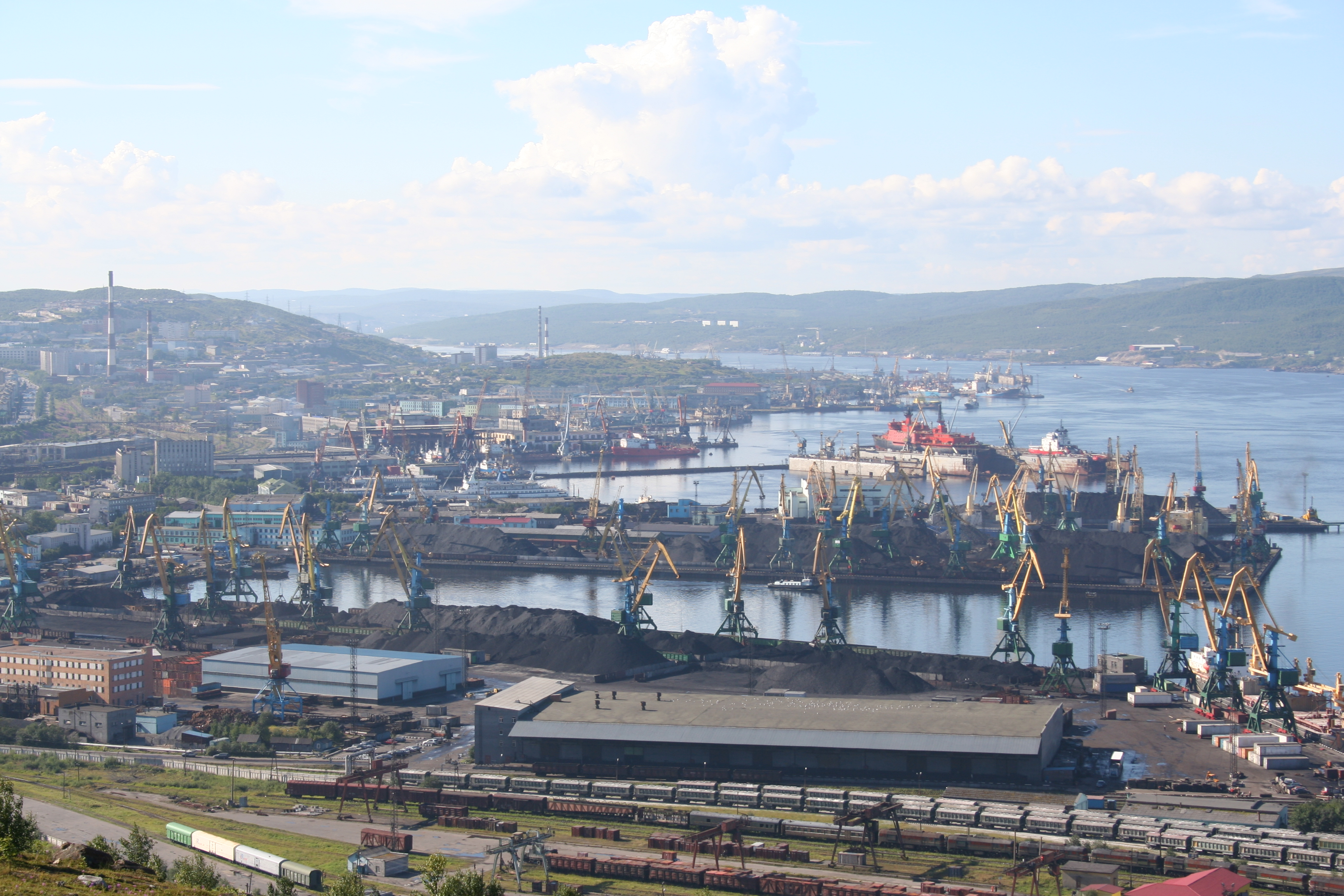
北極圏有数の不凍港ムルマンスク

コラ半島の北側、バレンツ海出口からコラ湾の約50キロメートル南奥に所在するムルマンスクはハンメルフェストにならぶ最北の不凍港であり、ロシア北極圏最大の都市である。バレンツ海沿岸地域の古名である「ムルマン」（＝ノルマン）が名称の由来であり、1916年の設立時にはロマノフ朝にちなんで「ロマノフ・ナ・ムールマネ」と命名されたが、1917年のロシア革命（二月革命）後に「ムルマンスク」に改められた。
ムルマンスクは上述のとおり、アレクサンドル3世治世下にヴィッテらによって要塞化計画が立てられたが、アレクサンドル3世没後ニコライ2世によって計画が却下された。第一次世界大戦開始後の1915年、コラ半島に鉄道が開通したことに伴い、コラ湾右岸にムルマンスク港が創設された。ドイツ帝国、オーストリア・ハンガリー帝国、トルコ（オスマン帝国）など、西方のバルト海・黒海沿岸の諸地域を敵国に封鎖された環境の中で、三国協商に基づき英仏等の連合側諸国から軍事物資を円滑に調達する目的で建設された。ムルマンスクは、ソビエト連邦成立後も北の不凍港として重要な役割を担った。
ドイツ・オーストリアの敗北とロシアの革命、また戦後のアメリカの発言力の高まりは、東欧地域にフィンランド・エストニア・ラトビア・リトアニア・ポーランド・チェコスロヴァキア・ハンガリー・ユーゴスラヴィアという新しい独立国を多数生んだ。ここにおいてかつてのロシア帝国も多数の不凍港を失ったのである。
ロシア革命は当時の世界に大きな衝撃を与えた。英・米・日・仏の列強はロシア国内の反革命勢力を支援する軍を派遣し、革命の広がりを妨害しようとした。これが1918年より始まる対ソ干渉戦争である。これは、同年3月の英仏軍のムルマンスク上陸に始まり、4月に日本軍が単独でウラジオストクに陸戦隊を派遣、8月にはチェコスロヴァキア兵救出の名目でアメリカ合衆国がシベリア出兵を提唱、日・米・英・仏・イタリア・カナダ・中華民国がそれに加わり、中でもシベリアに近い大日本帝国は7万人以上の兵力を投入した。ソ連邦における内戦と対ソ干渉戦争は1920年代初め頃に概ね終息したものの、ロシアではその後、食糧危機と経済統制に抵抗する農民反乱が相次いでいる。

### カリーニングラードと千島列島

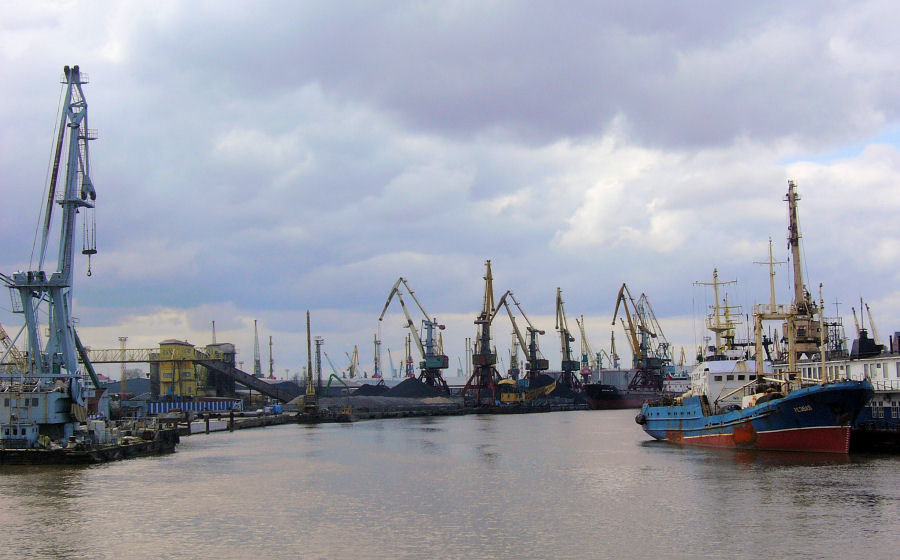
カリーニングラードの港

ドイツ騎士団の東方植民によって13世紀に建設され、ポーランド王国に従属した後、プロイセン公国・プロイセン王国・ドイツ帝国のそれぞれ一部であったケーニヒスベルクはバルト海に臨む港湾都市であり、長く東プロイセンの中心都市であった。東プロイセンは、1919年のヴェルサイユ条約によって新生ポーランドが成立した後も飛地の状態でドイツ領に留まった。グダニスク（ドイツ名ダンツィヒ）はドイツ本国と東プロイセンを結ぶ回廊（ポーランド回廊）にあり、ナチス・ドイツのアドルフ・ヒトラーは飛地解消を名目にポーランド回廊の領土返還を求めたが、ポーランドはこれを拒否、これがドイツのポーランド侵攻を招き、第二次世界大戦が始まった。
ケーニヒスベルクは、1944年8月末のイギリス軍の空襲により大打撃を受け、10月のソ連赤軍による東プロイセン攻勢で多数の市民の脱出が始まり、1945年4月のケーニヒスベルクの戦いでついに陥落、残されたドイツ軍はソ連軍に対し降伏した。同年7月に開かれた米英ソ首脳によるポツダム会談では東プロイセンが南北に分割され、南部はポーランド領に、ケーニヒスベルクを含む北部はソ連のロシア・ソビエト連邦社会主義共和国に編入されることが決定した。1946年7月、ソ連領となったケーニヒスベルクはカリーニングラードに改称され、現在に至っている。ロシア本国との間にバルト三国があり、現在はロシア連邦の飛地となっている。
一方、日本領であった千島列島に対しては、ポツダム宣言受諾後の1945年8月17日から9月5日までの時期にソ連対日参戦によりソ連軍が進軍を開始し、占守島の戦いでは日本側が戦術的には勝利したものの軍命により降伏、8月28日以降はいわゆる「北方領土」も含めて占領された。翌 1946年1月には連合国軍最高司令官総司令部 (GHQ) からの命令書によって日本は全千島の施政権が停止させられ、ソ連によって自国領として組み入れられた。これが、現代に続く日露間の領土問題の始まりである。なお、このうち択捉島の単冠湾は、冬季でも流氷が接岸しない天然の良港であり、1941年冬の真珠湾攻撃のため日本の第一航空艦隊がハワイへ向け進発した場所であった。